# Hans Hundertmarck
Ehrenfried Robert Hans Hundertmarck (* 29. November 1901 in Leipzig-Reudnitz; † 28. November 1953 in Rüsselsheim) war ein deutscher Radrennfahrer.
1924 belegte Hans Hundertmarck den dritten Platz bei der deutschen Meisterschaft im Straßenrennen der Amateure. 1925 wurde er deutscher Meister. Es war sein zweiter Titel, zuvor hatte er mit seinem Verein BRC Tornado Leipzig 1923 den Titel im Mannschaftszeitfahren gewonnen. 1924 siegte er im Großen Sachsenpreis.
Hans Hundertmarck war der Großvater des ehemaligen Radrennfahrers und heutigen Triathleten Kai Hundertmarck.